# Rudskulen Bygdeborg

Rudskulen Panorama

Rudskulen Bygdeborg ist eine Befestigung aus der Eisenzeit, die auf 400 bis 550 n. Chr. datiert wird. Sie liegt auf dem Rudskulen, einem Hügel, der nach dem Hof Rud in Lillestrøm, zwischen Øgarsgrenda in Bold und Torgenrud in Skedsmo in der Region Romerike im Fylke Akershus in Norwegen benannt ist. Bygde- oder Tjuveborg ist die norwegische Bezeichnung für Wallburgen auf Bergen, die von mehreren Seiten (meist dreien) unzugänglich sind.

## Beschreibung
Die Reste der Festung liegen auf einer schroffen Höhe mit einer abschüssigen Flanke im Westen und sehr steilen Abhängen im Osten und Süden. Nur vom Norden ist sie zugänglich. Hier erstreckt sich über eine Länge von 56 Metern von Nordosten nach Südwesten eine etwa 3,5 Meter breite und noch 0,4 bis 1,2 Meter hohe Sperrmauer. Es gibt zwei Öffnungen in der Mauer, aber es ist schwer zu sagen, ob es sich um Zugänge oder später durch Erdrutsch und Verfall entstandene Lücken handelt. In einem rechten Winkel schließt sich im östlichsten Teil eine rund 100 Meter lange stark verfallene Mauer an.
Im Nordwesten befindet sich ein Zugang von etwa zwei Metern Breite. Es ist möglich, dass diese Öffnung, durch die heute der Weg nach Torgenrud führt, schon immer ein Eingang gewesen ist. Im Süden gibt es mehrere kurze Mauern. Innerhalb der Burgmauern liegt eine sieben mal neun Meter große Zisterne. Sie war ursprünglich tiefer als heute.

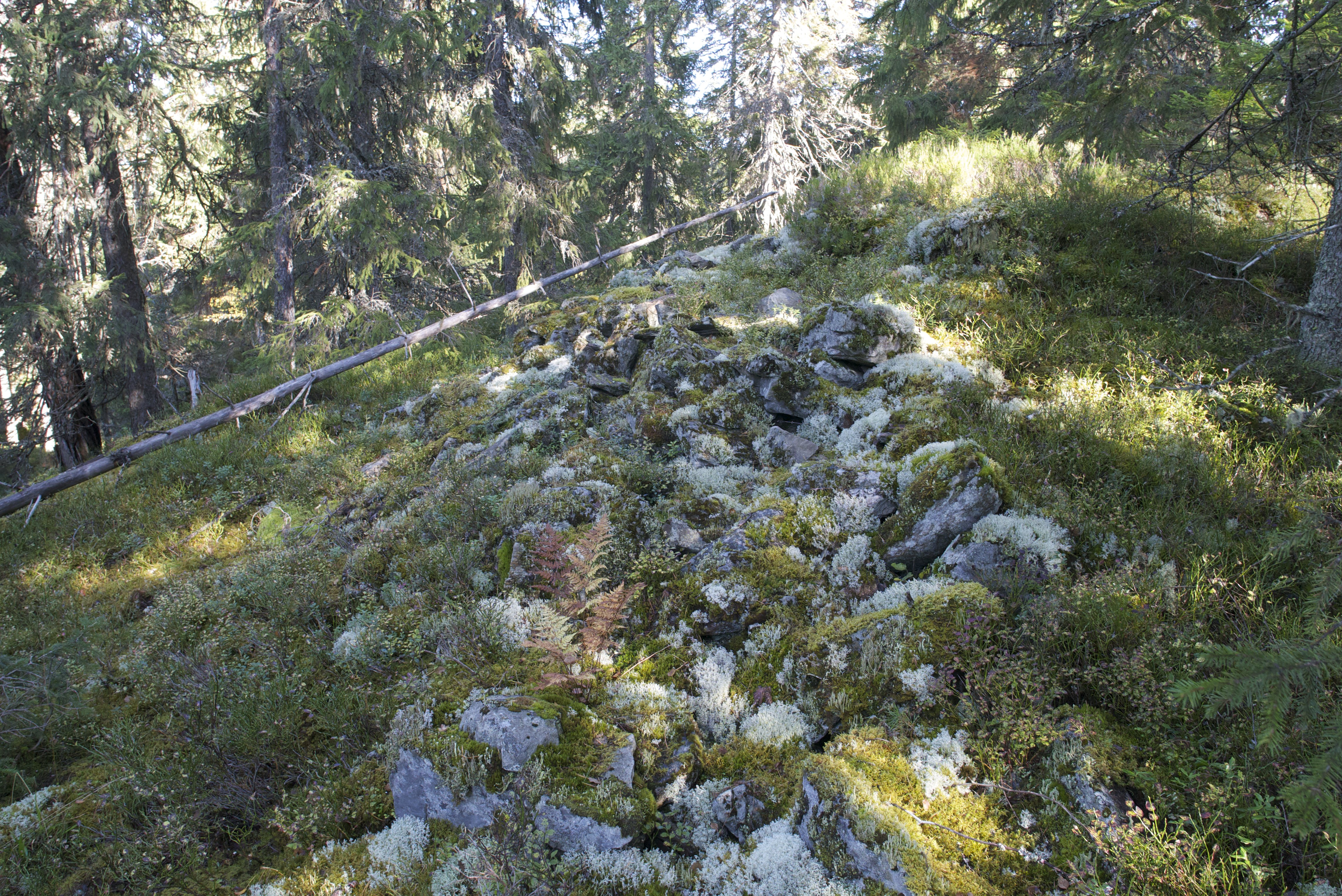
Rudskulen Bygdeborg

## Vergleichbare Anlagen
In Norwegen gibt es etwa 300 solcher Bauwerke, sie sind besonders im Gebiet um Oslo und in Rogaland und Trøndelag konzentriert. Wahrscheinlich waren die meisten der auf 100–600 n. Chr. datierten Befestigungen gleichzeitig im Gebrauch. Von der Bygdeborg auf dem Rudskulen hatte ein Wächter einen guten Rundblick.

## Nutzung
Über die ursprüngliche Funktion der Anlagen gibt es mehrere Theorien. Zwar lassen die Baulichkeiten eine Verteidigungsanlage vermuten, doch ist diese wegen der Größe schwer zu sichern. Daher werden die Fornborgar mit slawischen Burgen verglichen, die ähnlich den späteren mittelalterlichen Städten geschützte Wohnstätte und religiöses Zentrum waren. Auch die Funktion als Fluchtburg kommt bei einigen in Betracht, allerdings sollte es sich um einen einheitlichen Nutzungsgrund handeln.